# Ribes procumbens
Ribes procumbens är en ripsväxtart som beskrevs av Pall.. Ribes procumbens ingår i släktet ripsar, och familjen ripsväxter. Inga underarter finns listade i Catalogue of Life.